# Rosita Mauri (målning)
Rosita Mauri är en porträttmålning i akvarellteknik av Anders Zorn. Den målades 1888 och ingår i Göteborgs konstmuseums samlingar sedan 1997.  
Målningen porträtterar den hyllade katalanska ballerinan Rosita Mauri på väg in i sin loge på L'Opéra Garnier (Parisoperan). Zorn hade samma år bosatt sig i Paris där han blivit vän med politikern, journalisten och kulturpersonligheten Antonin Proust. Av Proust fick han i uppdrag att måla dennes porträtt i olja och ytterligare ett porträtt av hans älskarinna, Rosita Mauri, som Zorn valde att måla i akvarell. 
Zorn ställde ut porträttet av Mauri på världsutställningen i Paris 1889, där Zorn firade stora framgångar med sina tavlor. Han gjorde en etsning av samma motiv året därpå som också ingår i Göteborgs konstmuseums samlingar. Ett par år senare beställde Mauri av Zorn ett porträtt av sin far, Pere Mauri Aragonés, på hans sextioårsdag.        

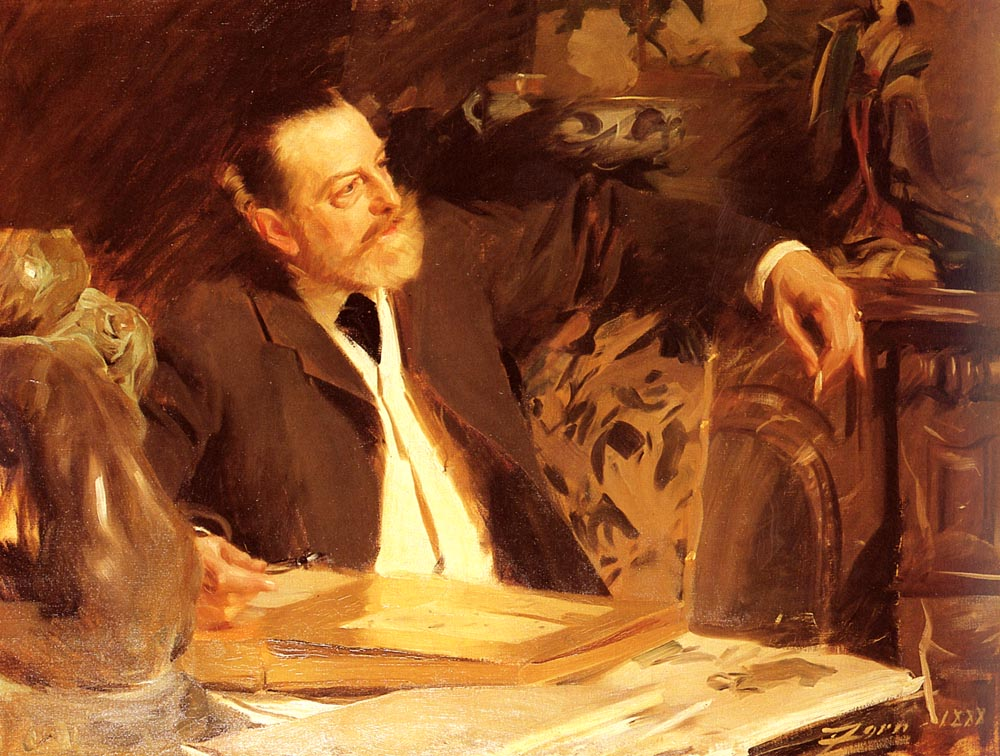
Zorns porträtt av Antonin Proust från 1888. Privat ägo (106 x 138 cm).
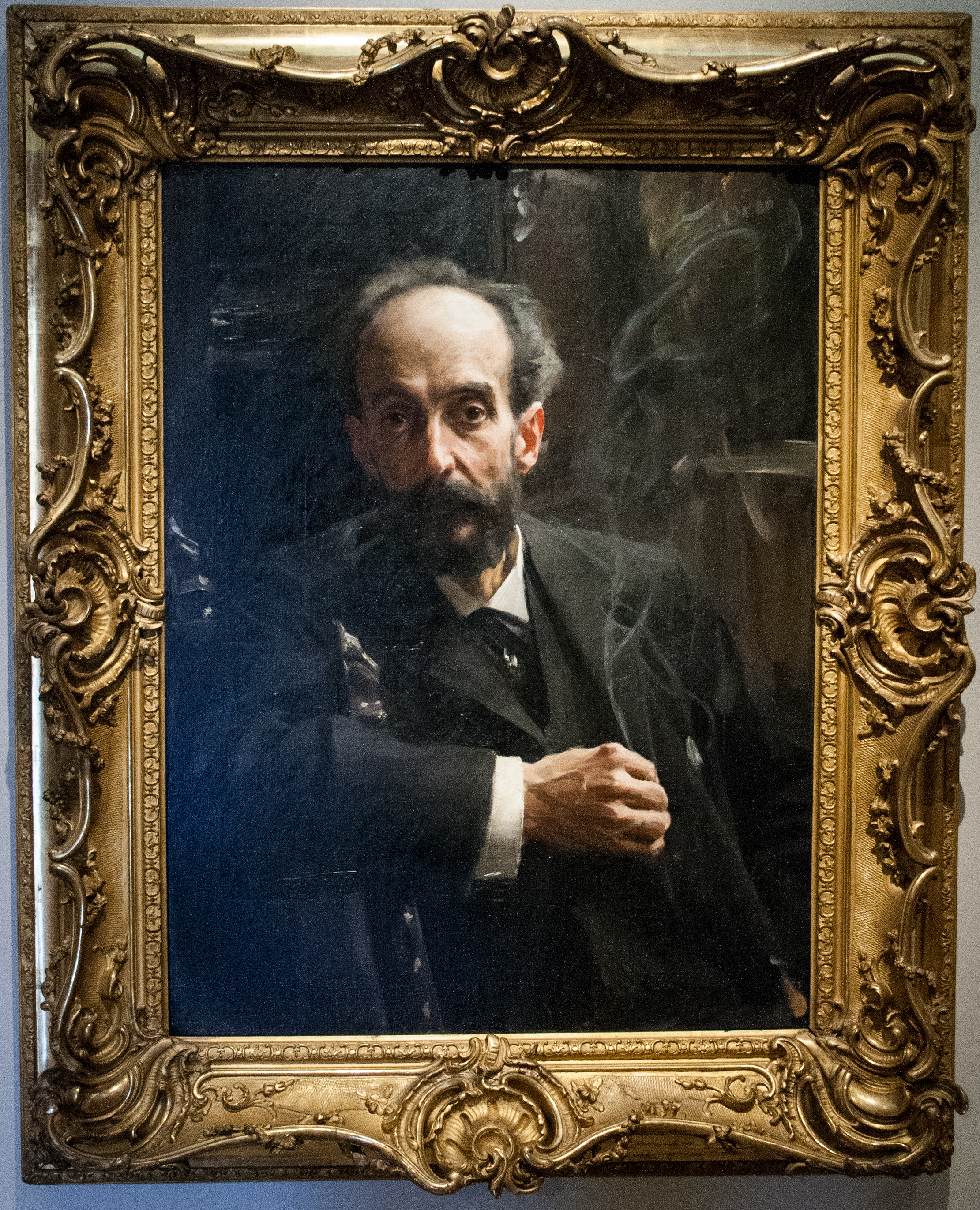
Zorns Monsieur Mauri från 1891. Olja på duk, privat ägo (81 x 60,5 cm).